# 新疆伊犁小叶白蜡国家级自然保护区
新疆伊犁小叶白蜡国家级自然保护区是主要保护对象为小叶白蜡树及其生境的中华人民共和国国家级自然保护区，位于新疆维吾尔自治区伊犁哈萨克自治州伊宁县，面积超过91平方千米。

## 地理
新疆伊犁小叶白蜡国家级自然保护区位于中华人民共和国新疆维吾尔自治区伊犁哈萨克自治州伊宁县境内。地理上位于天山山脉中段一处开口朝西的楔形谷地内，也是喀什河汇入伊犁河的河口处。此谷地既能阻止从由北来的干冷气流，也能够阻挡来自南侧干热气流入侵，因此当地气候温润潮湿。加上河流两岸是第四纪冲积物形成的河漫滩和阶地，由黄土覆盖的低山丘陵成为了第三纪孑遗植物小叶白蜡理想的栖息地。保护区年均温度8摄氏度左右，1月平均气温零下7.5摄氏度，极低气温零下30摄氏度，7月平均气温23摄氏度，极端高温36摄氏度。年降水量350毫米到400毫米，蒸发量1300毫米到1750毫米。无霜期160天。河滩的土壤主要由草甸森林土构成，土壤机械组成为细沙壤质和中砂壤质。

## 动植物
新疆伊犁小叶白蜡国家级自然保护区内有种子植物64科220属401种（包括亚种和变种），其中2科2属4种裸子植物，62科218属397种被子植物。被子植物中单子叶植物9科24属35种，双子叶植物53 科194属362种。菊科、禾本科、豆科、蔷薇科、石竹科、十字花科、蓼科等为优势科。以植物区系区分的话，保护区内以北温带分布占据优势，保护区内植物物种和地中海、中亚、西亚交流相对较多。保护区内存在较多拥有古老起源的植物科，包括早第三纪出现的藜科和麻黄科，渐新世发生的蒺藜科、柽柳科，白蜡属的小叶白蜡为第三纪孑遗植物。保护区内被列入中华人民共和国《国家重点保护野生植物名录》II级保护植物的植物有新疆野苹果、新疆阿魏、伊贝母等，是新疆维吾尔自治区重点保护野生植物的有中麻黄、天山桦、罗布麻等20种。保护区内被发现的心境特有种有新疆阿魏、准噶尔锦鸡儿、天山多榔菊3种。
保护区内动物分区以古北界中亚亚界为主，鸟类以雀形目、隼形目、鸽形目、鹃形目、鸮形目为主，兽类以食肉目、兔形目、啮齿目等为主。被列为中华人民共和国《国家重点保护野生动物名录》保护动物的有长耳鸮、草原雕、雀鹰等。

### 小叶白蜡林
六七代不同树龄的小叶白蜡组成了保护区内的树林，形成多层次的林貌。保护区内有数百棵小叶白蜡，其中20米高的白蜡树树龄已超过百年。保护区内小叶白蜡林型主要分为4种。禾草-铃铛刺-小叶白蜡林比较稀疏，郁闭度0.3到0.4。土壤湿润，土层较薄。伴生物种以密叶杨、准噶尔柳为主，灌木层相对单纯，多为铃铛刺。林下草本繁茂，以草甸羊茅等禾草植物为主。镰叶鸢尾-小叶白蜡林郁闭度0.6到0.7，林高大约15米。伴生植物较少，零星有天山桦等，灌木层同样较少，楔叶茶零星分布。林下草本以禾草植物及镰叶鸢尾等杂草为主。草甸草类-灌木-密叶杨-小叶白蜡林主要分布在喀什河河口的河漫滩上，郁闭度达0.7到0.8，林高18米左右。树林中小叶白蜡占60%-70%，20%到30%为密叶杨，伴生植物包括天山桦等，拥有茂盛的灌木层，以蔷薇等为主。林下草本包括荨麻、大车前等草甸植物。禾草-柳-小叶白蜡林位于喀什河河口河漫滩边缘，郁闭度0.6到0.7，以中幼林为主。灌木层较少，以沙棘、蔷薇为主。草本则较为茂盛，以草甸茅草等禾草植物为主。

## 保护
1983年，新疆维吾尔自治区人民政府批准建立了伊宁小叶白蜡自然保护区，1980年代初，西北大学、中国科学院新疆分院、新疆大学、新疆农业科学院等学校、科研机构和相关县林业局、林场等部门对伊宁小叶白蜡自然保护区等自然保护区进行科学考察及审查。2016年，中华人民共和国国务院将保护区升级为新疆伊犁小叶白蜡国家级自然保护区。2017年，伊犁州开启伊犁小叶白蜡国家级自然保护区建设工作，新疆伊犁小叶白蜡国家级自然保护区管理局取代之前的管理站成立。2018年，《新疆伊犁小叶白 蜡国家级自然保护区总体规划（2018～2027）》开始实施。这一年保护区内矿山生态环境治理工作基本完成。2021年，包括建设围栏、管理站、管护点、气象观测站、生态监测站等设施的自然保护区保护与监测设施建设项目开工并建成。